# Trebel (sông)
Trebel là một con sông ở Tây Pomerania, một vùng của Mecklenburg-Vorpommern, dài khoảng 75 km. Poggendorf Trebel (tiếng Đức: Poggendorfer Trebel; nguồn Klein Zarnewanz) và Beek (nguồn ở Wittenhagen) là nguồn của dòng sông và hợp nhất ở Grimmen. Các Trebel sau đó chạy gần Quitzin, kết hợp với Blinde Trebel gần franzburg, được kết nối với Recknitz sông bởi một mương gần Tribsees, kết hợp với Warbel sông gần Bassendorf (một phần của Deyelsdorf), sau đó tạo thành biên giới lịch sử giữa Mecklenburg và Pomerania, và sáp nhập vào sông Peene gần Demmin. Ibitzgraben, Ibitzbach và Roter Brückengraben là những con mương nối liền các con sông Trebel và Peene gần ngã ba sông.

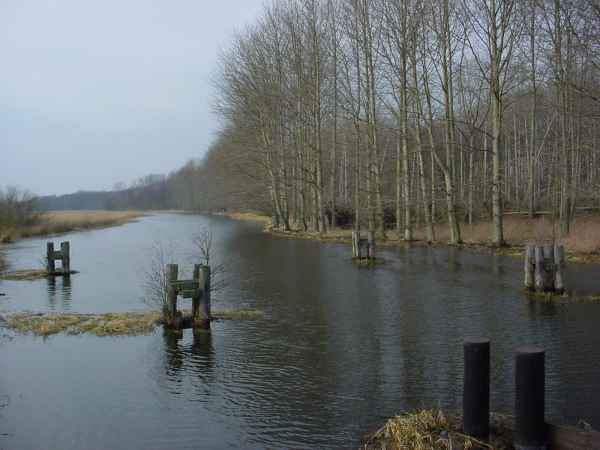
Trebel gần Nehringen
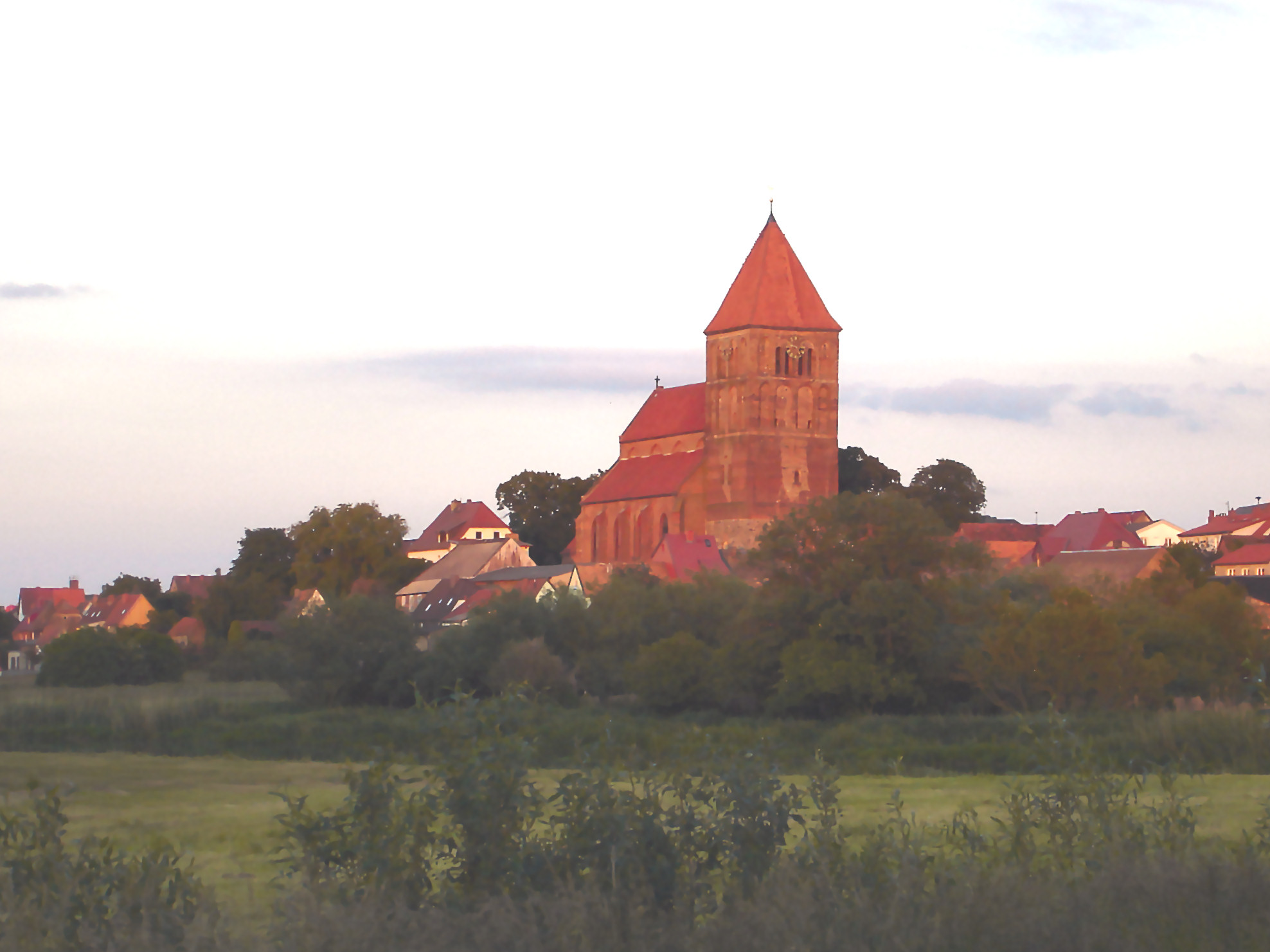
Tribsees